# 池袋ウエストゲートパーク (テレビドラマ)
『池袋ウエストゲートパーク』（いけぶくろウエストゲートパーク）は、2000年4月14日から6月23日まで毎週金曜日21:00 - 21:54に、TBS系「金曜9時」枠で放送されたテレビドラマ。主演は長瀬智也。脚本は宮藤官九郎。チーフ演出は堤幸彦。通称およびドラマ内での愛称「I.W.G.P.」。

## 概要
原作は石田衣良の小説『池袋ウエストゲートパーク』だが、キャラクター設定が大きく異なるほか、本ドラマでは小ネタを随所に織り込む演出が行われた。
2003年3月28日にはスペシャル版の「スープの回」が放映された。『ラスト サムライ』の撮影と被ってしまった渡辺謙や小雪、また一部のレギュラー俳優陣は出演していないが、『木更津キャッツアイ』の5人（友情出演）やRIZE、クレイジーケンバンドのメンバーが出演した。マコトの実父役の横山剣は前年末にリリースされた「タイガー&ドラゴン」のサビをドラマ内で披露。後にそのままのタイトルでドラマ『タイガー&ドラゴン』が制作される。

## キャスト
キャラ名の横に登場回の書かれていないキャラクターはスープの回まで全て出演している。
主要人物 / G-Boys / マコトの関係者 / 氷高組 / 警察 / 真島フルーツ / タカシの関係者 / その他 / ゲスト　イチゴの回、ニンジンの回、ミカンの回、しいたけの回、ゴリラの回、6チャンネルの回、洋七の回、洋八の回、九州の回、十手の回、士の回、スープの回

### 主要人物
真島 誠（マコト）
演 - 長瀬智也（当時TOKIO）
本作の主人公で通称「池袋のトラブルシューター」。血液型O型。常に帽子を被っている。地元・池袋の工業高校を卒業後に「プータロー」（フリーター）となり、実家の果物屋を手伝ったり賭けボウリングで小遣いを稼ぎながら、池袋西口公園＝池袋ウエストゲートパーク（IWGP）で過ごしている。元は有名な不良だったが、性格は意志の強い正義漢で、池袋では名の知れた存在。そのため、マコトの家にはしばしば困難な依頼が持ち込まれるが、「めんどくせぇ!」の口癖からも分かるように面倒臭がり屋であり、当初は断ろうとするも、持ち前の好奇心と人の良さから結局首を突っ込む羽目になり破天荒な方法で解決する。
ボウリングが異様に上手く、俳優の川崎麻世と歌手の矢沢永吉の熱狂的なファン。いつも母親に悪態をついているが、店を手伝ったり母親が窮地に陥りそうな時は奮起するなど、実際は母親思いの青年であり、好物である焼きそばも母親の得意料理ということからも分かる。初体験を風俗嬢に強引に奪われた経験を持ち、それが原因で勃起障害になった。のちに加奈と肉体関係を持つ（洋八の回）。
渋沢 光子（ヒカル）
演 - 加藤あい
本作のヒロインでマコトの彼女。お嬢様学校の生徒で、よく池袋に遊びに来ている。父親の光義は交響楽団の指揮者、母親の和子は茗荷谷の大学勤務で、実家は裕福だが自宅には一人で住んでいる。マコトの女関係でやきもちを焼き、すぐ泣く。中学生時代にマジックマッシュルームと騙されてしいたけを食べてハイになったことから、あだ名は「しいたけ」（しいたけの回）。時折、別人のように恐ろしい表情を見せる時があり、マコトはその時の光子を「双子」と思っている。事件の全貌が明らかになった際、警察署の屋上から飛び降り自殺をはかるも、奇跡的に一命を取り留める（士の回）。
療養中に書いた小説がベストセラーとなり、サイン会を実施する（スープの回）。

### G-Boys
安藤 崇（タカシ）
演 - 窪塚洋介
池袋を勢力下に置く、黄色を自身らのパーソナルカラーとして用いるカラーギャング集団「G-Boys」（ギャング・ボーイズの略、士の回では「ギリギリ・ボーイズ」の略と明かす）・「G-Girls」（ギャング・ガールズの略）の通称「キング」。血液型A型。飄々としたトリッキーなキャラクター性と非常に残忍かつサディスティックな嗜好を持ち、暴力と独特のカリスマ性で不良少年たちをまとめ上げている。喧嘩の実力は池袋最強。マコトとは高校の時の同級生で、高校卒業までは気弱な少年だった。マコトの資質に注目し何度もメンバーへ勧誘しては断られているが、親衛隊と呼ばれる配下と共にマコトの依頼に協力する。
Black Angelsとの抗争の後、チームを解散し会社にした後 「ラーメン食いたいからラーメン屋やるなり～」と言って西口にラーメン屋を開店させる（スープの回）。
なお、タカシ役の窪塚は2020年に放送されたアニメ版の最終話にて依頼人役を演じている。
山井 武士（ドーベルマン山井）
演 - 坂口憲二
池袋で最も切れている男。血液型AB型。凶暴で孤独、鼻と耳のピアスをチェーンで繋げているのがトレードマーク。マコトやタカシとは高校の時の同級生だが3回留年しているため、マコトたちより3歳年上。高校時代にドーベルマンを素手で殺して以降「ドーベルマン殺しの山井」と呼ばれていた。タカシに決闘を挑むも完敗。一時G-Boysの一員とされたが、薬物の売買に手を染めて破門され、後に尾崎京一と意気投合し、Black Angelsの一員になる。ヒカルを自分と同種の人間と認識しており、彼女に強い好意を持っている。
尾崎 京一
演 - 西島千博（6チャンネルの回〜）
フランス帰りのバレエダンサー。血液型はB型。帰国後は一時G-boysのメンバーと行動を共にするが、独自の美意識からタカシのやり方に異を唱え離脱、後に東口の公園を根拠地に黒を自身らのパーソナルカラーとして用いるカラーギャング「Black Angels」という対抗組織を結成する。タカシに引けを取らないカリスマ性と持つ上、バレエで培った身体能力の高さから喧嘩もタカシと互角に渡り合えるほどに強い。体の柔軟さを生かした蹴り技が得意。
タカシ同様にギャング抗争の後、チームを解散し、「僕は純粋に美しく見せる技を探した」「そして行きついた先がラーメンだったってわけ」と東口にラーメン屋を開店させる（スープの回）。
その他メンバー
演 - 遠藤正志（エンデンジャー）、則友謙司（ケンケン）、乙黒史誠（モヒカン）、井田篤（ダイスケ）、西辰也（ニシティー）、ダスティン臼井（トム）、脇知弘（ワッキー）、根田淳弘（コン）、吉永雄紀（ミツル）、秋元三佳（キム）

### マコトの関係者
森 正弘（マサ）
演 - 佐藤隆太
マコトの相棒の大学生。血液型B型。白に近い金髪。ボウリング場でアルバイトしながら、いつもマコトとつるんで池袋西口公園で遊んでいる。友人のシュンや電波くんにも彼女が出来たにもかかわらず自分一人は彼女が出来なかったり、やっと出来た美人の彼女・マドカが女子高生であったために、彼女の友人のガングロギャル達にリンチ後恐喝され（洋八の回）、更には何かと手を焼いていた工藤雫（森本ゆうこ）もマコトに興味を持ってしまう（スープの回）など女運がない。シュンが殺された際は、G-Boysのメンバーとなった（十手の回・士の回）。
水野 俊司（シュン）
演 - 山下智久（当時ジャニーズJr.）（〜士の回）
マコトの友達で、イラストが得意な専門学校生。血液型B型。アニメオタク（特に「ラムちゃん」が好き）だが、その事に触れられると不機嫌になる。マコトやマサとは本屋で万引きをするのを見つかったことから知り合い、「いけふくろう」像を盗んだ時からマコトたちのグループと一緒に行動するようになる。内気で人見知りが激しいがマコトにはなついている。G-BoysとBlack Angelsの抗争に巻き込まれ、死亡。彼の死によって、G-Boysは徹底抗戦を開始するようになる（九州の回）。
森永 和範
演 - 高橋一生（みかんの回〜）
マコトの中学の時の同級生。当時は学年一番の秀才だったが、現在は完全な引きこもりで過ごしていた。マコトとの再会をきっかけに家を出ることに成功し、「姫」の捜索の際手がかりを提供する（みかんの回）。コンピューター技術に長け、後に情報屋となるが、引きこもり時代の反動から、再度引きこもってしまうのを恐れて自宅に戻れない「逆引きこもり」となり、寝る時以外は24時間営業のファミリーレストランで過ごすようになる。その後、情報屋をやりつつ、インターネットカフェをオープンさせる（スープの回）。
電波くん
演 - 須藤公一
コンビニで働く巨漢のマコトの友達。血液型A型。名前の通り電波オタクで、探偵事務所で働いていた事もあり盗聴や盗撮が得意。その特技でマコト達を手助けしている。シュンが殺された際は、G-Boysのメンバーとなった（十手の回・士の回）。
中村 理香（リカ）
演 - 酒井若菜（イチゴ・士の回）
ヒカルの親友。マコトといい仲だったが、ラブホテルで何者かに惨殺される（イチゴの回）。その後、同様の手段で女を暴行（いずれも殺害までには至っていない）していた「ストラングラー」早乙女アツオ（羽賀研二）をマコト達が突き止めるが、彼はリカの殺害に関わっておらず（ニンジンの回）、謎が残るまま話が進む。

### 羽沢組系氷高組
斉藤 富二夫（サル）
演 - 妻夫木聡（みかんの回〜）
池袋を仕切る暴力団「羽沢組系氷高組」の構成員で、羽沢組組長・羽沢辰樹（村松克己）の娘である「姫」こと天野真央（麻倉かほり）の付き人。血液型O型。マコトの中学の時の同級生だが、高校時代まではいじめられっ子で、その反動でヤクザになる。小柄な体躯だが非常に闘争心が強く冷静な判断力も持ち合わせている。行方不明の姫の捜索をマコトに依頼し（みかんの回）、その一件以来マコトに恩義を感じて、情報の提供などで便宜を図っている。その後出世し、シンヤ、巨漢の二人（大黒坊弁慶、アブドーラ小林）といった舎弟ができる。
氷高
演 - 遠藤憲一（みかん・洋七・士の回）
サルの所属する羽沢組系氷高組の組長で、羽沢組の若頭。所謂インテリヤクザで、普段は柔らかい物腰だが、キレると言動が荒くなる。

### 警察関係者
横山 礼一郎
演 - 渡辺謙（〜士の回）
東京大学卒のキャリア警察官で池袋西署の署長。連続女子高生絞殺未遂事件（池袋のストラングラー事件）を解決するために急遽配属となった吉岡刑事の後輩であり、駆け出し時代の通称は「ハンサム」。マコトとはボウリングで愛車のBMW3シリーズを賭け、負けたこと（イチゴの回）をきっかけに知り合う。過去に妻の美喜子（舟木幸）が傷害事件で半身不随となって以来、犯罪者（特に暴力団や不良グループのような「群れでしか行動できない連中」）を激しく憎んでいる。署長でありながら自ら捜査にあたる現場主義者だが、犯罪撲滅という目的のためには手段を選ばない（無関係の市民を冤罪に陥れる、反社会的勢力と取引をする、故意にカラーギャング抗争を誘発する等）冷酷な面もある。どこにも属さず行動を起こすマコトを危険視している部分があるが、その一方でマコトのトラブルシューターとしての才覚を高く買っており、互いに協力関係にある。ギャング抗争の後、全責任をとって警察を辞め、探偵事務所を立ち上げる（士の回）。
吉岡 保
演 - きたろう
池袋西署の刑事。登場時は警部で（みかんの回）、警視に昇格して副署長となり（士の回）後に署長となる（スープの回）。池袋に古くから勤務しており土地の事情に通じる。マコトの母・リツコにぞっこんだが、リツコには全く相手にされていない。タカシの父親であるテツとは旧知の仲だが、巣鴨のスナックの女に手を出し、ヤクザに追い込みをかけられた際に間に入ってもらって以来、頭が上がらない（洋八の回）。日和見な性格なため、浜口同様に自身の性欲や保身のため警察官としての立場を利用することも多々あるが、暴力的捜査や手柄の為に無実の罪をでっちあげるといった横山の手法には苦言を呈するなど最低限の倫理観は持ち合わせている。
桜井
演 - 前原一輝（〜士の回）
茨城訛りが特徴の吉岡の部下の刑事。士の回では何故か標準語をしゃべる。
浜口
演 - 阿部サダヲ
マコトの家の近所にある警視庁池袋西警察署豊明町交番勤務の巡査で、後に吉岡と共にシャブの取引を押さえ刑事課に配属になる（スープの回）。威勢は良いものの、ケンカにはからっきし弱い。風俗マニアで勤務時間中にもかかわらずラストチャンスへ通うなど問題行動が多い。風俗のために警察官としての立場を利用するだけでなく、思い付きで無関係の人々を捜査に巻き込んで盛大に失敗するためマコトたちから呆れられている。
池袋西署の刑事達
演 - 河野洋一郎、新納敏正（イチゴ・ニンジン・九州の回）
手段を選ばない横山の影響が強く、拷問まがいの取り調べも平気で行う刑事が多い。理香の事件の際、横山の暗躍で冤罪に陥れられかけたマコトにも暴力を振るったり、抵抗しない相手は徹底的に罵倒するなど典型的な違法捜査を行う。

### 真島フルーツ
真島 律子
演 - 森下愛子
マコトの母42歳。池袋西口公園商店街のはずれにある果物屋「真島フルーツ」を営み、女手ひとつでマコトを育ててきた。「ドリームコネクション」（洋七の回）というネズミ講にハマっている。後にホームレス集団の頭「剣さん」がマコトの実父であることが判明（スープの回）。
松井 加奈
演 - 小雪（ゴリラ〜士の回）
真島フルーツのパート従業員になった女。血液型O型。前職はモデルで、真島フルーツを辞めた後は保育園で働いている。しかし、実は京極会二代目会長・蓮沼の愛人。蓮沼の要望であらゆる仕事を転々としており、真島フルーツに勤めたのもそのためである。マコトに好意を抱いており、そのことでヒカルとしばしば揉めることがある。のちにマコトと肉体関係を持つ（洋八の回）。

### タカシの関係者
ジェシー
演 - 池津祥子（〜九州の回、士の回〜）
タカシの彼女1号で、いつも金髪のかつらをかぶっている。何故かロシア語が堪能。年齢は不詳だがヒカルの予想ではタカシの10歳は年上、また本名も不明だが、テツからは「のぞみ」と呼ばれている。化粧を落とすと誰だか判らないほど地味で、その際気付かなかったタカシの元から一度は去る（九州の回）も、士の回でタカシの元に戻る。その後、タカシとの間に一子を儲ける（スープの回）。
キャシー
演 - 峯村リエ（十手の回〜）
ジェシーがいなくなってからタカシが富士そばでナンパした彼女2号。金髪のかつらをかぶり、見た目はジェシーにそっくり。後にタカシとの間に一子を儲ける（スープの回）。
安藤 テツ
演 - 渡辺哲
タカシの父。サウナを経営しており、G-Boysのメンバーやマコトらがよく訪れている。吉岡刑事とは学生の頃からの知り合いで、吉岡が巣鴨のスナックの女性に手を出しヤクザに追われたところを仲裁したことがある（洋八の回）。

### その他
橋本 千秋
演 - 矢沢心
真島フルーツの向かいのファッションヘルス「ラストチャンス」で働く風俗嬢。イラン人で不法滞在者のアリという恋人がいる。千秋という名は源氏名であり、本名は「エミ」。
カオル
演 - 安藤裕子（〜士の回）
マサのバイト先であるボウリング場のバイト仲間。後にシュンの彼女になる（6チャンネルの回）。西口公園を「I・W・G・P」と名付けた。

### ゲスト

#### イチゴの回
ファミレスのウェイトレス
演 - 氏家恵
川崎麻世
演 - 川崎麻世（本人役）（士・スープの回）
池袋でドラマ撮影をしているマコトが大ファンの俳優。サインを求めるもケツ（の時間）があるとそそくさと立ち去る。移転後の真島フルーツにはプライベートで訪れる（スープの回）。
女性
演 - 美咲涼香（士の回）、相沢花
西口公園でマサとマコトに「一緒に飲まない？」とボッタクリバーに誘うが、二人とも金を持っていなかった。士の回でも全く同じシチュエーションでマコトに声をかける。
サラリーマン
演 - 皆川猿時、遠井道憲
ボッタクリバーで身ぐるみ剥がされるサラリーマン。
バーテンダー
演 - 加賀谷圭
ボッタクリバーのバーテンダー。
男性
演 - 谷津勲（洋八の回）
山井に殺されたドーベルマンの飼い主。後に西口公園からGボーイズを排斥するジジイボーイズのメンバーとして再登場（洋八の回）。
佐藤
演 - 佐藤比呂子（プロボウラー）（洋八・士・スープの回）
マコト行きつけのボウリング場に出入りするプロボウラー。後にマコトと金をかけて対決することになる（洋八の回）。
サラリーマン
演 - 小林誠一郎（ニンジン・士・スープの回）
酔っぱらって交番で悪態を付くサラリーマン。
リポーター
演 - 田中啓三
池袋西口のラブホテル「EN」で若い女性が襲われ耳たぶを切られたニュースを現場からレポートする。
女性
演 - 楊原京子
ラブホテルの部屋でストラングラーに襲われた女性。隣の部屋にはマコトが居た。

#### ニンジンの回
スーさん
演 - 山西惇
リカのかつての援助交際相手。
ヨシカズ
演 - 小栗旬
AGのメンバー。カップル喫茶に似顔絵で手配されたスーさんによく似た男が居ると連絡してくる。
ラーメン屋
演 - 多田木亮佑（みかん・スープの回）
「大島ラーメン」店員。後に「王様ラーメン」の店員になる（スープの回）。
リポーター
演 - 長田奈麻（洋七・洋八・十手・士の回）
池袋西口公園を拠点とするカラーギャングたちの抗争を伝える6チャンネルのレポーター。
小池
演 - 小池じゅん
ラブホテルのフロント。マコトのアリバイを証言する。
マスター
演 - 鈴木浩司
マコトとヒカルが訪れたカップルキッ茶「メゾピアノ」のマスター。
露天男
演 - サムエル・ポップ・エニング（九州・十手・士の回）
外国人の露天商。

#### ミカンの回
森永貴子
演 - キムラ緑子
和範の母。
岡田春彦
演 - 宇野智史
すぐキレてナイフを持ち出す男。羽沢組組長の娘を殺害した。
店員
演 - 桜庭博道
ビデオ屋の店員。裏ビデオを扱ったことで猥褻物頒布の疑いで逮捕される。
細川ミキ
演 - 藍井る加
レイプビデオを撮影された被害者。聖和医科歯科大学附属病院の外科病棟に入院している。
刑事
演 - 菊池均也
客を装いビデオ屋に現れ、店員が裏ビデオを出してきたところを逮捕する。
愛人
演 - カワイ麻弓（桂）、横山愛子（洋七の回）
羽沢組組長の愛人たち。桂は後に無理なダイエットによる心臓麻痺で死亡する。
男性
演 - 森本武晴
アンパン中毒の男性。西口公園で岡田春彦に刺される。
組員
演 - 浜田道彦、濱近高徳
羽沢組のヤクザ。

#### しいたけの回
アリ
演 - ユセフ・ロットフィ（洋八・士・スープの回）
千秋の恋人。本名、セイエド・アリ・アブドラエ・アハマディア・ホシ・ミタラシ。千秋の店に客で来た覚醒剤の売人「ヘビーE」が千秋に薬物を使用したことに憤り、単身麻薬取引の場に乗り込み覚醒剤を燃やしてしまう。これが原因でヘビーEの背後にある渋谷のヤクザ「天道会」から追われる身となり、一時マコトの家に匿われる（しいたけの回）。ビザはとうに切れ不法滞在中であり、一度強制送還の憂き目に合うが、時を置かずしてまた不法入国を果たす（洋八の回）。その後、千秋と結婚し、ラストチャンスで呼び込みとして働いている模様（スープの回）。しばしば日本語で、怪しげな格言を編み出す。
宮藤官九郎脚本作品である映画『ドラッグストア・ガール』にも登場した。
ヘビーE
演 - 古田新太
本名・江頭辰吉。渋谷のヤクザ「天道会」が縄張りを広げるために池袋に送り込んだヤクの売人。派手な身なりをしており関西弁を喋る。
職員
演 - 野仲功
入国管理局の職員。アリとその仲間たちを不法滞在容疑で連行する。
受付係
演 - 半海一晃
風俗店「ラストチャンス」の受付。
店員
演 - 蒲生純一
パソコンショップの店員。
中学生
演 - 小川一樹
マコトの弟子にしてくれと池袋西口公園に現れた少年。
青年
演 - 中村英司
ティーサロン「ノア」の爆発事件に居合わせ、クスリを吸ったことでハイになり、池袋西口をストリーキングする青年。

#### ゴリラの回
貝山 祥子（ショー）
演 - 青木堅治
マコトの小学生時代の同級生。元々は女性だったが、性転換して男性になった。覗き部屋サイトのスカウトマン。サイトのナンバー1であるアスミがサイトを利用している通称「ゴム男」のストーキング被害に遭い、解決をマコトに頼む。自分を男性らしく見せようとするが、根は気弱。
明日美（アスミ）
演 - 小野麻亜矢
覗き部屋サイトで働く女性。見た目が可愛く、覗き部屋サイトでもNo.1の人気を誇っている。ショーの想い人で、彼の気持ちには気づいている。
ゴム男
演 - 村杉蝉之介
本名・佐藤司。アスミのストーカー。一流大学を卒業し大手保険会社勤務。アスミに履歴書を送りつけたり、留守電に1日に何十回もメッセージを残すなど、常軌を逸した行動でアスミに付き纏っている。
コンパニオン
演 - 朝倉まりあ
マコトとショウが訪れた店の巨乳コンパニオン。

#### 6チャンネルの回
多田ヒロキ
演 - 鈴木藤丸
池袋西口公園で何かを数えている小学生。学習障害がある反面、一度覚えた数字は忘れない特殊な才覚の持ち主。持病の発作があり薬を常に持ち歩いている。多田と女優の吉村ちづるの子供で、ちづるの連れ子であるエリトに身代金目的で誘拐される。他人に心を閉ざしていたが、マコトには心を開くようになる。
多田三樹夫
演 - 白竜
羽沢組の息のかかった豊島開発の社長。ヒロキの父。
吉村ちづる
演 - 銀粉蝶
女優。ヒロキとエリトの母。前の夫と離婚後、エリトを連れて多田と再婚しヒロキを産んでいる。
エリト
演 - 遠藤雅
ヒロキの異父兄。友達と始めたサーフショップで多額の借金を作り取り立て屋に追われている。過去にクラブを経営してやはり多額の借金を作った事がある。
露天商
演 - 岩田丸
耳をピクピク動かすマコトを観て、「トミコだ！」「E・H・エリックだ」と笑う。
ワンギャル
演 - 森瑠花、宮崎景子
テレビ番組「ワンギャル潜入！池袋カラーギャングの実態」のロケで西口公園に現れる。
姫
演 - 姫（はしのえみ）
泣きながらエリトと電話するちづるの前に通りがかる。
組員
演 - 堀勉、加賀谷圭
豊島開発の組員。マコトを探している。

#### 洋七の回
イザベル内藤
演 - 未唯
マルチ商法「ドリームコネクション」の会長で、本名は内藤ミチ。自分には人を惹きつける才能があると思い込んでいる。最終的に詐欺罪で逮捕されるが、自分も蓮沼に利用されているという事に関しては逮捕されるまで知らなかった。
萩尾
演 - 池田鉄洋
イザベル内藤の側近。実は裏で蓮沼と繋がっていた。
シンヤ
演 - 河原雅彦（士の回）
サルの舎弟。サルより年上。
蓮沼
演 - KORN（洋八、九州、十手、士の回）
関西から池袋に進出してきた関東京極会二代目会長。幼児プレイを好む性癖と紳士的な振る舞いに反し、目的のためなら手段を選ばずあらゆる悪事を平然と行う本性を持ち、横山にさえ「腐っている」と震え上がらせるほどの極悪人。山井やBlack Angelsを利用して、池袋を手中に収めようとするが、マコトや警察、羽沢組の妨害に遭い失敗する。
岩渕和歌子
演 - 川俣しのぶ（イチゴ・ニンジンの回）
ドリームコネクションの会員。
洋七
演 - 島田洋七（本人役）
マコトは絶対浮気してるとヒカルを諭すファミレスの客。
フミオ、ツネオ
演 - たかはし等、途中慎吾
岩渕和歌子の夫と息子。ドリームコネクションのお茶の作用のせいで和歌子が死んだことを信じていない。
女性
演 - 青木和代、しのへけい子
リツコの主婦仲間。ドリームコネクションのお茶の作用で死んだはずの和歌子が見えている。
ミチル
演 - 三鴨絵里子
シンヤの妻。ドリームコネクションの説明会に潜入していた。

#### 洋八の回
マドカ
演 - 山口あゆみ
テレクラで知り合ったマサの彼女。実は女子高生で、妊娠したと多額の金をマサに要求する。
黒須
演 - 島田洋八
沖みきお議員の秘書。収賄容疑で議員に逮捕状が出る見込みになったことで、G-Boysのメンバーに大金の入った紙袋を渡し「今日中に使ってくれ」と言い残していなくなる。
デリヘル嬢
演 - 氏家恵
サルにホテルに呼ばれたデリヘル嬢。一目見てすぐさまチェンジされる。
ホストクラブ「愛」
演 - 鈴木穣（マネージャー）、伊藤明賢、津田健次郎（アキラ）
マコトがバイトしたホストクラブ「愛」のメンバー。
ジジイボーイズ
演 - 谷津勲、阿部光子
池袋西口公園でGボーイズ排斥運動を始めた老人たち。
沖みきお
演 - 児玉頼信
衆議院議員。Gボーイズ排斥運動の後ろ盾の責任者。3万人の署名を集める。
審査員
演 - 水森コウ太、植松洋
リツコらが賞金目当てで参加した「カラオケクイーンコンテスト」の審査員。
店員
演 - 妹尾正文
ダイスケ、キム、ヒカルが訪れた質屋の店員。
チェリー
演 - 小川智美
マコトが千秋から店のナンバーワンだと紹介されたヘルス嬢。
サラリーマン
演 - 大森ヒロシ
Black Angelsにオヤジ狩りされ全身真っ黒に塗られた酔っ払いのサラリーマン。
Black Angels
演 - 本木茂（～スープの回）、Dice-K（～スープの回）、信永隆文（～士の回）、須賀弘介（～士の回）
黒のカラースプレーで街を塗りつぶすカラーギャング。黄色のG-Boysと抗争する。

#### 九州の回
観光客
演 - 荒川良々、麻生果菜
「ワンダフル」を見て博多から出て来た観光客。東京ウェストパークへの道を尋ねる。
ノブ
演 - 備瀬貴之（士の回）
加奈が担当する園児。彼女が刺される場面に居合わせる。
母親
演 - 中上ちか
ノブの母親。警察署での面通しに付き添う。
ナレーション
声 - 森山周一郎
Black Angelsのプロモーションビデオのナレーション。ケンケンが「紅の豚」の声だと気付く。
組員
演 - ギュウゾウ（電撃ネットワーク）（十手の回）
京極会の蓮沼の部下のヤクザ。
シンジ
演 - 村野友希（十手の回）
ブラックエンジェルズに参加する少年。大怪我を負い救急搬送される（十手の回）。
G-Boys
演 - 笹本昌幸（十手・士の回）、佐藤俊彦（十手・士の回）、岡田義美（十手・士の回）

#### 十手の回
渋沢和子
演 - 杉田かおる
ヒカルの母親。茗荷谷にある大学で心理学の研究者をしている。家を出て大学近くのマンションに住んでおり、ヒカルには月に一度程しか会っていない。夫とは離婚はしていないが別居中。
渋沢光義
演 - 池田成志
ヒカルの父。交響楽団の指揮者。ヒカルと一緒にお風呂に入っていたことを和子に咎められ、家を出ていってしまう。それ以来、消息不明。
細川
演 - 京晋佑
ヒカルを解離性障害と診断したカウンセラー。和子の愛人。
看護師
演 - 廣澤恵
敬愛病院の看護師。横山美喜子が突然消えたことを京極会の組員に問い詰められ、ダラスの病院に転院したと答える。
シンジの妹
演 - 尾高杏奈（士の回）
兄から言われたとしてマコトの事を信用していない。マコトが抗争を収めたことにも納得いかず、タカシを刺してしまう（士の回）。
救急隊員
演 - 大竹竜二
刺されたシンジを搬送した。

#### 士の回
サムライ
演 - 宮藤官九郎
EDロールに登場するサムライ。
Black Angels
演 - 大江博人

#### スープの回
須来英臣（スライ）
演 - 岡本健一
RIZEのサウンドディレクター。3年前に池袋でクラブ「サイコ」の店長をしており、山井と繋がっていた。
汁男
演 - 石橋蓮司
自称「スープの伝道者」。G-Boysの「王様ラーメン」とBlack Angelsの「バレエラーメン」それぞれにケチを付ける。
不動産屋社長
演 - みのすけ
「王様ラーメン」2号店出店を予定していた物件をバレエラーメンに渡してしまう。
竹内巡査
演 - 皆川猿時
酔っ払いサラリーマンの相手をする交番の警察官。元G-Boys。
デリヘル嬢
演 - 広澤草
リツコに振られた吉岡がメトロホリタンホテルのスウィートルームに呼んだデリヘル嬢。リツコが来るまでチェンジだと追い返される。
二枚目の不動産屋
演 - 大山健
リツコに六本木の物件を紹介する不動産会社社員。
ホステス
演 - 氏家恵、三浦麻衣子
かつて剣さんがミュージシャンだったころ彼をめぐってケンカした。
ロシア料理店ダンサー
演 - ペルティウム・アンドレイ
リツコが吉岡と訪れたロシア料理店のダンサー。
バレエラーメン客
演 - 伊藤修子、二葉緑
踊りながら接客する京一に熱狂する女性たち。
ライブ会場客
演 - まーぼー、植木祥平
RIZEライブのステージに現れたマコトに悪態をつく。
中学生
演 - 浅利陽介、東海孝之助
バスを待ってる間に相方をカッターで刺す不穏な中学生。夜オヤジ狩りをしていたところをマサたちに捕まる。
子供
演 - 備瀬貴之、砂川政人
自分がマコトだと言い張るマサの話を聞き、（ヒカルが書いた）小説と違うと文句を言う。
ホームレス
演 - さば男、モッコリーブロンソン、野口さん
Gボーイズが警備する公園にいるホームレスたち。
旅芸人
演 - 劇団『新』/ 龍新、龍千明、千明拓実、結城修之介（「瞼の母」指導）
地上げで家が無いリツコがしばらく身を寄せた「大島劇場」で公演する大衆劇団。
クレイジーケンバンド
演 - 横山剣（剣さん）
ホームレス集団の頭。シンディ（リツコ）とかつて付き合っており、マコトの実の父である。
演 - 廣石恵一（廣石さん）、小野瀬雅生（のっさん）、洞口信也（信さん）、中西圭一（ジャッカル）、新宮虎児（がーちゃん）
ホームレスたち。薬をかがされ寝てる間に骨を折られるいわゆる「ホームレス集団襲撃事件」の被害者。
RIZE
演 - Jesse、金子統昭、中尾宣弘、U-ZO（いずれも本人役）
池袋でライブをするロックバンド。マコトたちとボウリング場で知り合いになる。
木更津キャッツアイ
演 - 岡田准一（ぶっさん）、櫻井翔（バンビ）、岡田義徳（うっちー）、塚本高史（アニ）（いずれも友情出演）
黒い服を着ていたことから、ブラック・エンジェルズを追うマサたちに追いかけられる。
G-Boys
演 - 宮田直樹、中森健治（十手の回）
新Gボーイズ。公園で骨を砕いていた汁男をホームレス狩りと誤解する。
Black Angels
演 - 佐藤健、久保拓哉、屋良学

## スタッフ
- 原作 - 石田衣良『池袋ウエストゲートパーク』シリーズ（文藝春秋刊）
- 脚本 - 宮藤官九郎
- 音楽 - 羽毛田丈史、FOE（會田茂一）、KREVA
- 演出 - 堤幸彦、伊佐野英樹、金子文紀
- 主題歌 - SADS「忘却の空」（東芝EMI）
- タイトルバック - 薗田賢次
- 演出補 - 平川雄一朗、山田光広、伊與田英徳、荻島達也、池辺安智、浅水幸祐（連続ドラマ）、木村ひさし（スープの回）
- 制作担当 - 中川真吾、真野清文
- 制作主任 - 花山信大、萩原満
- 制作進行 - 手塚紀子、高橋恒次
- タイムキーパー - 奥平綾子、鈴木一美
- 番組デスク - 小澤通子
- 編成 - 三城真一
- 番組宣伝 - 鈴木慎治
- スチール - 今城秀和、為広麻里
- インターネット - 岡野進、福森郁枝、渡部綾子
- 撮影 - 唐沢悟、斑目重友
- デジカム撮影（士の回のみ） - 長瀬智也
- 映像 - 吉岡辰沖
- CA - 阿部敬弘、小倉由香子、平野祐城、田川真之介
- 照明 - 的場謙一、窪田秀樹、白石雄二、増田裕樹
- 音声 - 臼井久雄、妹川英明、鶴田正実、小林秀浩、小岩英樹
- 音楽プロデュース - 志田博英
- サウンドデザイン - 渡邉朋子
- 効果 - 小川広美（東洋音響）
- 編集 - 大野昌寛
- CG - 曽利文彦、保坂久美子
- スタント - 佐々木修平
- カースタント - 雨宮正信
- ガンエフェクト - 納富貴久男（BIG SHOT）
- 特殊機材 - 佐藤秀夫
- エキストラ - 土田嘉男
- 美術プロデューサー・美術デザイン - 青木ゆかり、岸智子
- 美術制作 - 宮崎保城、斉藤幸雄、白井浩二、安元孝展
- 装置 - 館山道雄
- 装飾 - 藤田明伸、徳田圭次
- イルミネーション - 坂本歌織
- 建具 - 岸久雄、植木装飾、宍戸康文
- コスチューム - 小木田浩次、大迫靖秀、野中秀俊、西尾紀子
- ヘアメイク - 山下恵子、藤井祐子、大隣望美
- 持道具 - 小沢友香、赤平啄磨
- マイクロ - 奥山武司
- 制作車 - 松木金光
- 撮影車 - 斉藤裕樹
- 音声車 - 小田原慶太
- 衣装車 - 清水俊夫
- 美トラ - 渡辺二郎
- プロデューサー - 磯山晶
- アシスタントプロデューサー - 市山竜次、森雅之、松永弘二
- 制作協力 - オフィスクレッシェンド
- 制作 - TBSエンタテインメント（現・TBSテレビ）
- 制作・著作 - TBS（現・TBSホールディングス）

## 受賞歴
- 連続ドラマ（2000年）
  - 第25回ザテレビジョンドラマアカデミー賞[42][43]
    - 最優秀作品賞
    - 助演男優賞（窪塚洋介）
    - 主題歌賞（SADS）
    - 脚本賞（宮藤官九郎）
    - 監督賞（堤幸彦､伊佐野英樹､金子文紀）
    - キャスティング賞
    - タイトルバック賞（薗田賢次）

## 放送日程
- サブタイトルは1（イチゴ）・2（ニンジン）・3（みかん）…と、数字の語呂合わせをしており、劇中にもそれにちなんだアイテムや人物が登場する。また、スペシャルのタイトルは「Special」→「SP」→「スープ」と掛けている。
- 上記は演出の堤幸彦のアイデアらしい（宮藤官九郎 談）。

### 連続ドラマ
| 話数                                                       | 放送回         | 放送日        | サブタイトル                                              | 原作                         | 演出            | 視聴率 |
| ---------------------------------------------------------- | -------------- | ------------- | --------------------------------------------------------- | ---------------------------- | --------------- | ------ |
| 1                                                          | イチゴ         | 2000年4月14日 | 「俺たちはゴミじゃねえ」                                  | 『池袋ウエストゲートパーク』 | 堤幸彦          | 15.1%  |
| 2                                                          | ニンジン       | 4月21日       | 「俺が敵を取ってやる!」                                   | 『池袋ウエストゲートパーク』 | 堤幸彦          | 15.1%  |
| 3                                                          | みかん         | 4月28日       | 「姫に捧げるバラード」                                    | 『エキサイタブルボーイズ』   | 伊佐野英樹      | 13.0%  |
| 4                                                          | しいたけ       | 5月05日       | 「遠い国から来た恋人」                                    | 『オアシスの恋人』           | 金子文紀        | 14.8%  |
| 5                                                          | ゴリラ         | 5月12日       | 「世界で一番男らしい少女」                                | 『妖精の庭』                 | 堤幸彦          | 13.3%  |
| 6                                                          | 6チャンネル    | 5月19日       | 「僕のたった一人の友達」                                  | 『少年計数機』               | 堤幸彦          | 14.9%  |
| 7                                                          | 洋七           | 5月26日       | 「うちのババァに手を出すな!」                             | ドラマオリジナル             | 金子文紀        | 15.3%  |
| 8                                                          | 洋八           | 6月02日       | 「お台場の女に恋をした」                                  | ドラマオリジナル             | 伊佐野英樹      | 16.1%  |
| 9                                                          | 九州           | 6月09日       | 「さらば、最愛の友よ」                                    | 『サンシャイン通り内戦』     | 堤幸彦 金子文紀 | 15.4%  |
| 10                                                         | 十手           | 6月16日       | 「俺の街が戦場になった」                                  | 『サンシャイン通り内戦』     | 堤幸彦 金子文紀 | 14.2%  |
| 11                                                         | 士（サムライ） | 6月23日       | 「ブクロの一番長い日 The Longest Day In Ikebukuro 6・23」 | 『サンシャイン通り内戦』     | 堤幸彦 金子文紀 | 16.2%  |
| 平均視聴率 14.9%（視聴率は関東地区・ビデオリサーチ社調べ） |                |               |                                                           |                              |                 |        |

### スペシャル
| 放送回 | 放送日        | サブタイトル                                                                                                   | 原作                            | 演出                      | 視聴率 |
| ------ | ------------- | --- | ------------------------------- | ------------------------- | ------ |
| スープ | 2003年3月28日 | 「もっとドラマに革命を! ブクロを揺るがす大事件で伝説のアイツらが帰ってくる! 今夜奇跡の再結集! ブクロ最強伝説」 | 『骨音』 『東口ラーメンライン』 | 堤幸彦 部分演出・金子文紀 | 14.0%  |

## 原作
池袋西口公園に屯している果物屋の息子・“池袋のトラブルシューター”真島 誠（マコト）を主人公とするハードボイルド短編集。ドラマ終了後も連載が続いている。

## 関連商品

### 脚本
- 宮藤官九郎『宮藤官九郎脚本 池袋ウエストゲートパーク』（角川書店、2003年） ISBN 4-04-873437-7
- 宮藤官九郎『宮藤官九郎脚本 池袋ウエストゲートパーク』（角川文庫、2005年） ISBN 4-04-372503-5 上記にスペシャル「スープの回」を追加収録したドラマ脚本完全版。

### CD
『池袋ウエストゲートパーク』（東芝EMI、2000年） TOCT-24394 オリジナル・サウンドトラック。
| 収録曲（タイトル）／作曲・編曲 | 収録曲（タイトル）／作曲・編曲 | 収録曲（タイトル）／作曲・編曲 |
| ------------------------------ | ------------------------------ | ------------------------------ |
| 01                             | Kick it loud                   | 作曲・編曲:KREVA               |
| 02                             | Attack                         | 作曲・編曲:KREVA               |
| 03                             | Like this, Like that           | 作曲・編曲:KREVA               |
| 04                             | Digi Rock Metal                | 作曲・編曲:羽毛田丈史          |
| 05                             | West Gate Brothers             | 作曲・編曲:羽毛田丈史          |
| 06                             | West Gate Park                 | 作曲・編曲:羽毛田丈史          |
| 07                             | I.W.G.P. Blues                 | 作曲・編曲:羽毛田丈史          |
| 08                             | SIVAD Drum'n Bass              | 作曲・編曲:羽毛田丈史          |
| 09                             | Ambient Piano                  | 作曲・編曲:羽毛田丈史          |
| 10                             | Digi Mind                      | 作曲・編曲:羽毛田丈史          |
| 11                             | Techno Terrible                | 作曲・編曲:羽毛田丈史          |
| 12                             | Terrible Funk                  | 作曲・編曲:羽毛田丈史          |
| 13                             | Into the Suspence              | 作曲・編曲:羽毛田丈史          |
| 14                             | SIDE CAR                       | 作曲・編曲:會田茂一(FOE)       |
| 15                             | LOUD MUSIC DELIGHT             | 作曲・編曲:會田茂一(FOE)       |
| 16                             | Style                          | 作曲・編曲:KREVA               |
| 17                             | One VS Many                    | 作曲・編曲:KREVA               |
| 18                             | Only one                       | 作曲・編曲:KREVA               |

### ネット配信
- 2021年1月期の『俺の家の話』（主演・長瀬、脚本・宮藤、プロデューサー・磯山）放送開始を記念して、2020年12月19日よりParaviで配信開始（SOUPの回を含む）[46]。
- 2022年8月より動画配信サービスHuluで配信開始。尚、数話には「作品の時代背景およびオリジナリティを考慮し放送当時のままお送りいたします。ご了承ください。」とテロップが表記される。